# Orden de la Inmaculada Concepción
La Orden de la Inmaculada Concepción (en latín Ordo Inmaculatae Conceptionis, abreviado O.I.C.) es una orden religiosa católica de clausura monástica fundada por santa Beatriz de Silva.
Coloquialmente sus miembros se designan con el nombre de Concepcionistas.

## Orígenes y fundación

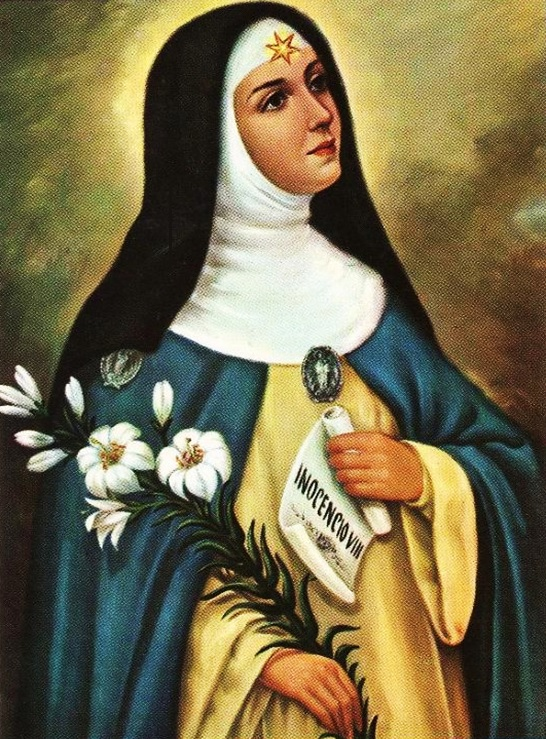
Santa Beatriz de Silva fue la fundadora de la Orden de la Inmaculada Concepción.

Santa Beatriz de Silva nació en Campo Maior, en Portugal, en 1424. Cuando era joven vivió en la corte castellana como dama de honor de Isabel de Portugal, reina de Castilla. La Virgen María se le aparece en una revelación y le pide que funde una orden en honor de su Inmaculada Concepción, hacia 1454, Beatriz huyó de la corte y se refugió en el monasterio de Santo Domingo el Real de Toledo. Vivió 30 años en el ambiente religioso, pero sin ser monja. Isabel la Católica, hija de la reina Isabel de Portugal, ayudó a la fundación de la nueva orden, y donó los palacios de la Galiana en Toledo, facilitando también las gestiones con Roma.
El 1484 se traslada, con doce religiosas más al Palacio de la Galiana, en Toledo. La fundadora quería que la orden tuviera un hábito propio y con la ayuda de Isabel la Católica obtuvo la aprobación de las constituciones, en las minutas se lee que ella le dice al papa que le coloque la regla que el crea que convenga y el 30 de abril de 1489 con la bula Inter Universa, el papa Inocencio VIII aprueba la fundación de la orden de la Inmaculada Concepción con la regla del císter pero con la potestad de tener constituciones propias, siempre que no contradigan la regla. Las monjas estaban obligadas a recitar diariamente el oficio de la Inmaculada y se ponían bajo la jurisdicción del ordinario de la diócesis.

## Carisma y difusión
Las Concepcionistas son monjas de estricta clausura (clausura papal), dedicadas a la oración contemplativa. Su hábito consta de una túnica y escapulario blancos, toca, medallón en el pecho con la imagen de la Madre de Dios comúnmente, velo negro y capa azul.
A finales de 2005 la orden tenía 153 monasterios y 1,950 monjas y novicias. Cada monasterio es autónomo y está dirigido por una abadesa; la orden cuenta con monasterios en Argentina, Bélgica, Bolivia, Brasil, Colombia, Ecuador, España, El Salvador, Guinea Ecuatorial, Honduras, India, México, Perú y Portugal.

## Relación con el franciscanismo
Tres años después, cuando todo se prepara para establecer la orden naciente, la santa fundadora con 69 años en el lecho de muerte el 17 de agosto de 1492. A su muerte, la orden quedó desprotegida.

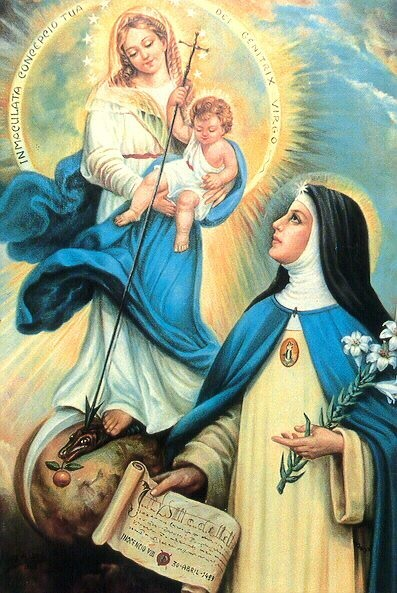
Santa Beatriz de Silva y la Inmaculada Concepción.

Las monjas dominicas intentan que la nueva comunidad concepcionista sea integrada a la familia de la Orden de los Predicadores, pero fray Juan de Tolosa, franciscano, intervino y evitó que la orden de la Inmaculada Concepción desapareciera, pero a raíz de la reforma monástica del cardenal Cisneros, la bula Ex supernae providentia del 19 de agosto de 1494, del papa Alejandro VI impuso que las monjas adoptaran la regla de las clarisas y que quedasen bajo la dirección de los Frailes Menores Observantes.
Así es como la orden de la Inmaculada Concepción pasó a la familia franciscana, aunque Beatriz, expresamente, había querido que la orden tuviera una regla propia y no había tenido ninguna relación con los franciscanos.
Algunos factores que provocaron la familiaridad franciscana fue la secular devoción inmaculista de los franciscanos era de hecho una de sus señas de identidad. Por este y otros acontecimientos históricos, la orden y las monjas pasaron a ser conocidas como concepcionistas franciscanas, esto en contra de lo dispuesto por la fundadora.
En 1496, el monasterio concepcionista quedó unido a la comunidad benedictina de San Pedro de las Dueñas,  a pesar de que las concepcionistas seguían en ese momento la regla de Santa Clara, y la comunidad estuvo a punto de desaparecer. El cardenal Cisneros separó las dos comunidades y trasladó el convento de Santa Fe al que habían ocupado los franciscanos, que se convirtió en la casa madre de la orden, ahora conocido como el convento de la Concepción de Toledo. El apoyo que dio el cardenal al nuevo monasterio hizo posible que sobreviviera y, en poco tiempo, hubiera nuevas fundaciones concepcionistas.

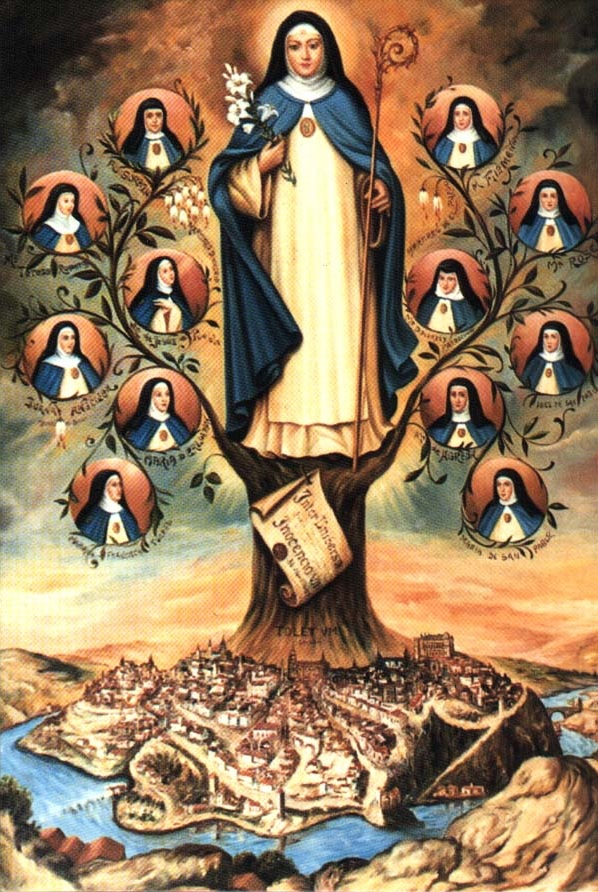
Santa Beatriz de Silva en el árbol santoral concepcionista.

El 17 de septiembre de 1511, el decreto Ad statumen prosperum de Julio II, a instancias de Fernando II de Aragón, reconoció a las concepcionistas como orden religiosa autónoma. 
A partir de ese momento, la orden comienza a difundirse, en 25 años se habían fundado 25 conventos, algunos de los cuales eran beaterios, los cuales sobrevivieron hasta su extinción en la reforma de Juárez y su confirmación por el Concilio Vaticano II. 
La orden se extendió por toda España y América, siendo la primera fundación americana la de México, que data de 1540 y está dedicada a la Inmaculada Concepción, que fue el primer monasterio de vida contemplativa del nuevo continente.
En 1513 recibieron unas nuevas constituciones redactadas por el cardenal Francisco de Quiñones.
Por este motivo, a raíz del Concilio Vaticano II y según el decreto Pefectae Caritatis (el documento habla sobre la renovación de las órdenes religiosas y el deber de los religiosos para vivir el carisma fundacional), se trató de volver a los primeros orígenes de la orden, eliminado el carácter franciscano y que encabezó la sierva de Dios Madre Mercedes de Jesús Egido.
En 1993 se aprueban unas constituciones generales, estas conservaban la influencia franciscana dentro de la orden, por esto algunos monasterios decidieron realizar unas enmiendas a estas constituciones, que fueron aprobadas por Juan Pablo II el 8 de septiembre de 1996, en las cuales eliminaba el franciscanismo de la orden a los monasterios que decidieran integrarse.
Aun así, franciscanas o no, tanto las Concepcionistas como Concepcionistas Franciscanas pertenecen a la misma Orden de la Inmaculada Concepción.

## Concepcionistas célebres

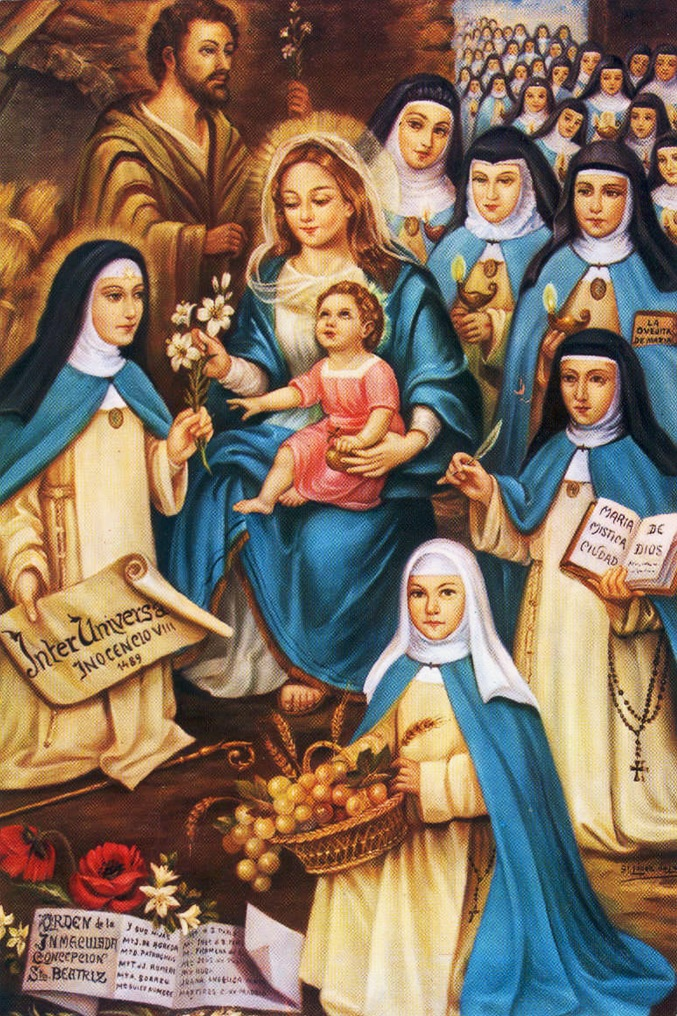
Santa Beatriz de Silva y las venerables concepcionistas.

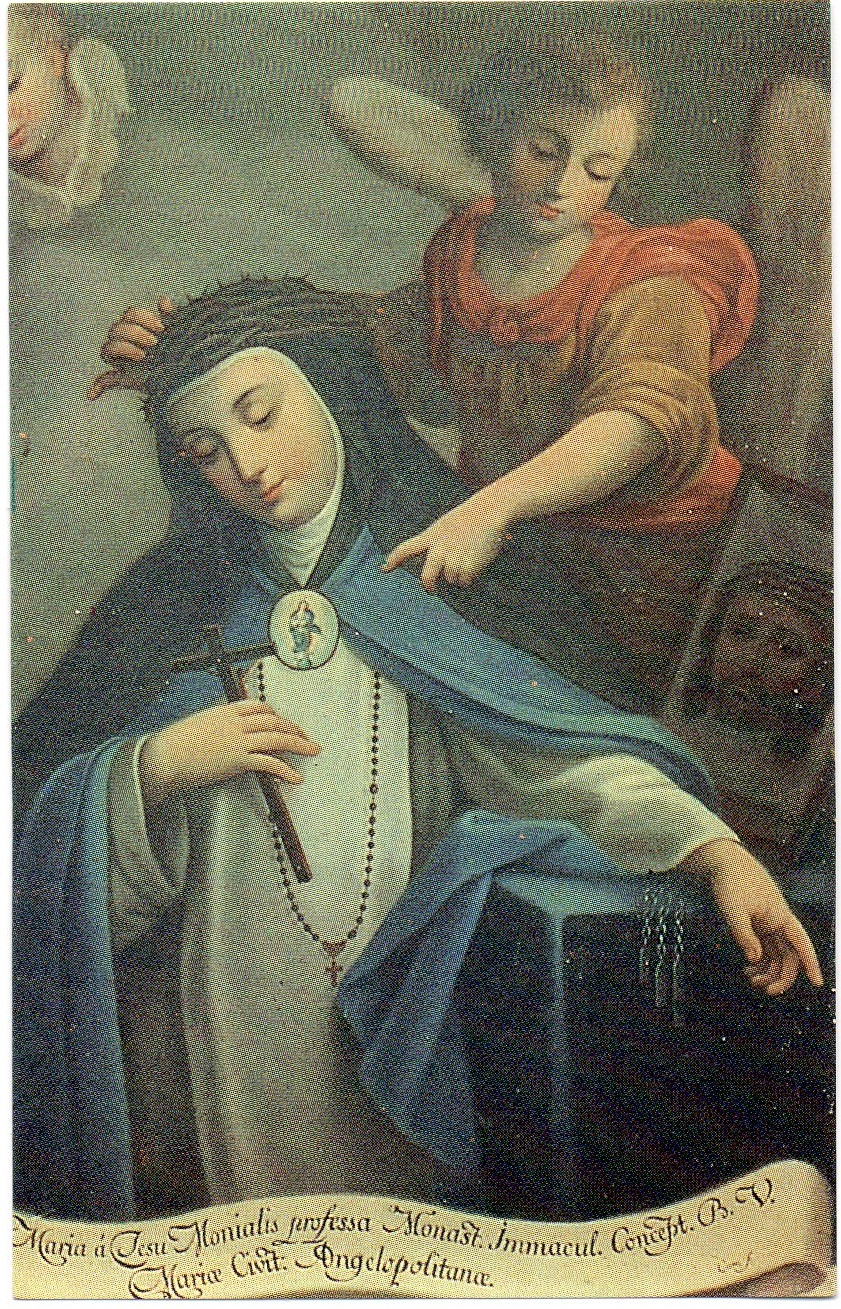
Venerable Madre María de Jesús de Tomelín y del Campo.

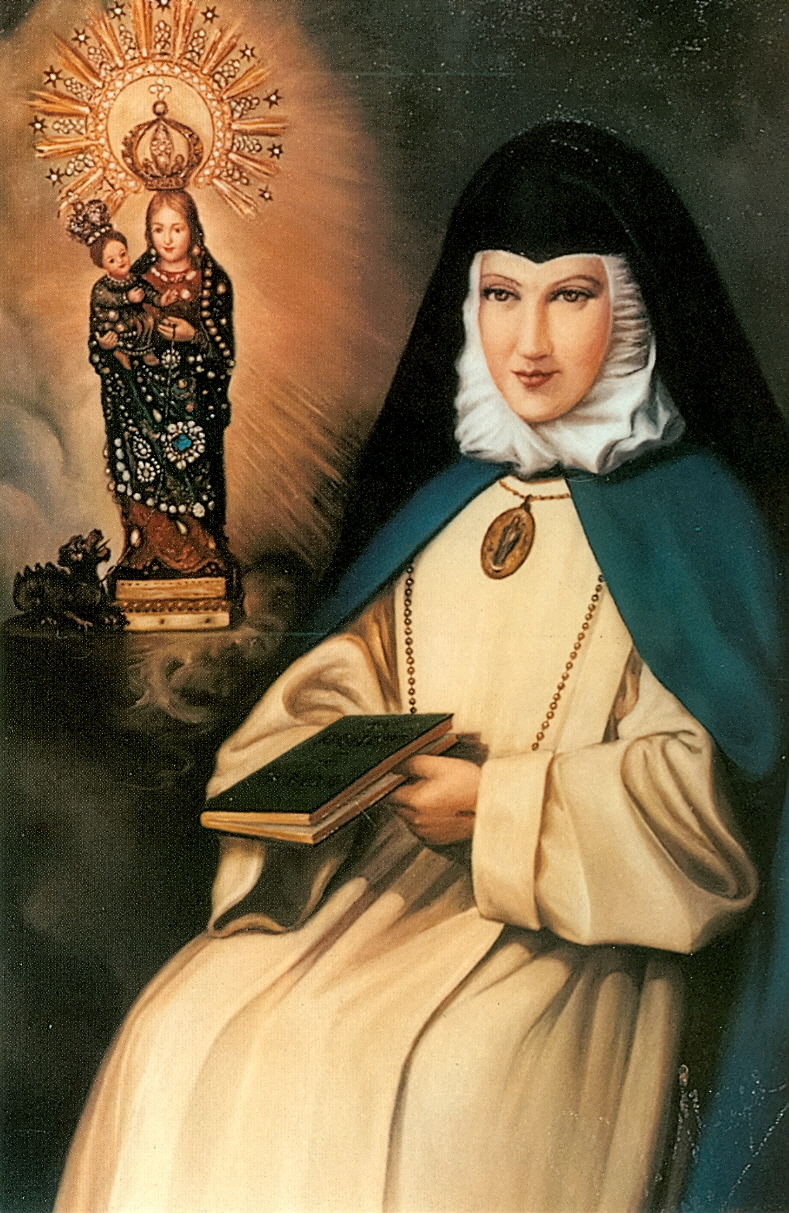
Sor Patrocinio, conocida como la Monja de las Llagas

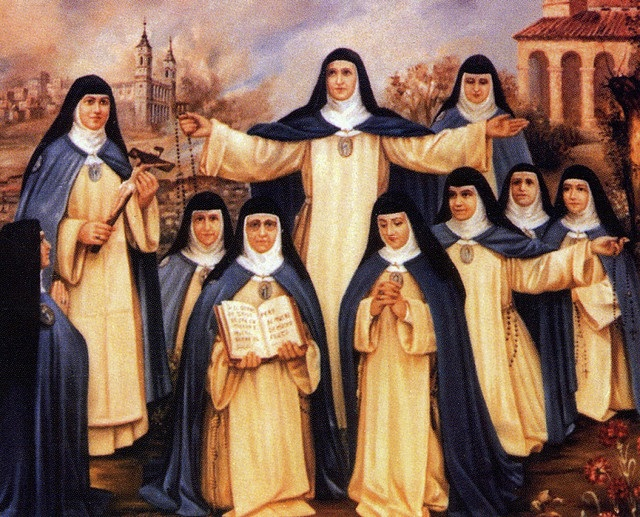
Mártires Concepcionistas

Aparte de su Santa fundadora, la orden cuenta con escritoras místicas de renombre, como la madre Mariana de Jesús Torres, sor María de Jesús de Ágreda y sor Patrocinio.
Miembros destacadas de la orden han sido:
- Sor Felipa de Silva, sobrina de la Santa Madre fundadora y defensora del carisma original
- Venerable Madre Mariana de Jesús Torres (1563–1635), mística vidente de Nuestra Señora del Buen Suceso.
- Venerable Sor María de Jesús de Tomelín y del Campo "El Lirio de Puebla" (1579–1637), mística.
- Sor Juana de Maldonado (1598–1666), escritora y poetisa guatemalteca.
- Venerable María de San Pablo fundadora de la descaldez en la orden Inmaculada Concepción 1603
- Venerable Sor María de Jesús de Ágreda (1602–1665), mística y autora de la "Mística Ciudad de Dios".
- Muy reverenda madre Josefa Lina de la Santísima Trinidad "La Azucena de San Miguel" (1736–1770), fundadora
- Sor Patrocinio (1811–1891), mística conocida como la Monja de las Llagas y vidente de Nuestra Señora del Olvido.
- Muy reverenda Madre Ángeles Sorazu (1873–1921), mística y escritora española.
- Sor Dulce Nombre (María de Regla Romero) (1876–1901), novicia muerta en olor de santidad.
- Muy reverenda Madre Jacinta María Teresa de Jesús Romero y Balmaseda "La Margarita Escondida" (1861–1910), iniciadora del proceso de canonización de Santa Beatriz de Silva.
- Beata María Isabel Lacaba Andía y 13 compañeras (las 14 Mártires Concepcionistas), martirizadas durante la Guerra civil española.
- Sierva de Dios Mercedes de Jesús Egido (1935–2004), quien emprendió la vuelta a las fuentes, que consiste en desempolvar el carisma, con el propósito de regresar a los orígenes de la Orden, cuya reforma fue aprobada por Juan Pablo II en septiembre de 1996.

## Lista de monasterios en España

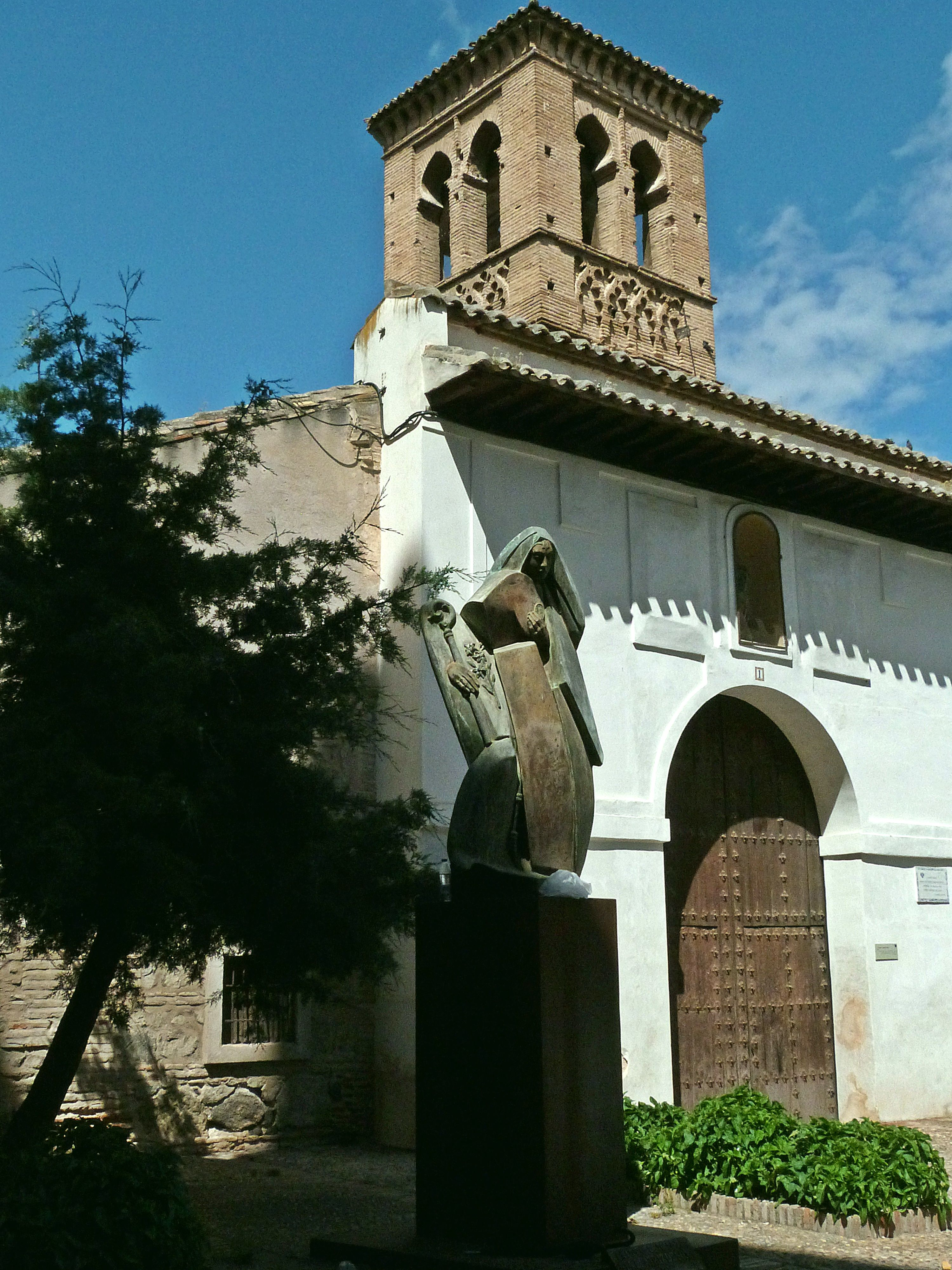
Convento de la Concepción Franciscana (Toledo)

- Monasterio de la Purísima Concepción (Toledo)
- Monasterio de la Inmaculada Concepción (Segovia)
- Monasterio de Santa Magdalena (Ávila)
- Monasterio de Santa Úrsula (Alcalá de Henares)
- Monasterio de San Pascual (Aranjuez)
- Monasterio de la Santísima Trinidad (Guadalajara)
- Monasterio de la Inmaculada Concepción (Torrijos)
- Monasterio de la Concepción "La Latina" (Madrid)
- Monasterio de San José (Pastrana)
- Monasterio de la Inmaculada Concepción (La Puebla de Montalbán)
- Monasterio de la Purísima Concepción (Cuéllar)
- Monasterio de Jesús, José y María (Madrid)
- Monasterio de la Purísima Concepción (Torrelaguna)
- Monasterio de la Purísima (Almería)
- Monasterio de la Purísima Concepción (Badajoz)
- Monasterio de Santa María de la Piedad (Cádiz)
- Monasterio de Santa María (Cádiz)
- Monasterio de la Inmaculada Concepción (Garachico)
- Monasterio de la Purísima Concepción (Hinojosa del Duque)
- Monasterio de la Purísima Concepción (Lebrija)
- Monasterio de la Purísima Concepción (Mairena del Aljarafe)
- Monasterio de Santa Ana (Montilla)
- Monasterio de la Purísima Concepción (Osuna)
- Monasterio de San Ildefonso (Plasencia)
- Monasterio de la Purísima Concepción (El Puerto de Santa María)
- Monasterio de la Inmaculada Concepción (Villanueva de la Serena)
- Monasterio de la Inmaculada y santa Beatriz de Silva (Alcázar de San Juan)
- Monasterio del Creador y de la Inmaculada (Campo de Criptana)
- Monasterio de la Purísima Concepción (León)
- Monasterio de la Purísima Concepción (Villafranca del Bierzo)
- Monasterio de la Purísima Concepción (Mondoñedo)
- Monasterio de la Purísima Concepción (Vivero)
- Convento de la Purísima Concepción (Ponferrada)
- Convento de Nuestra Señora del Pilar (Zaragoza)
- Convento de la Concepción (Ágreda)
- Monasterio de la Inmaculada Concepción (Cuenca)
- Convento de san Antonio (Algezares, Murcia)

## Lista de monasterios en Portugal

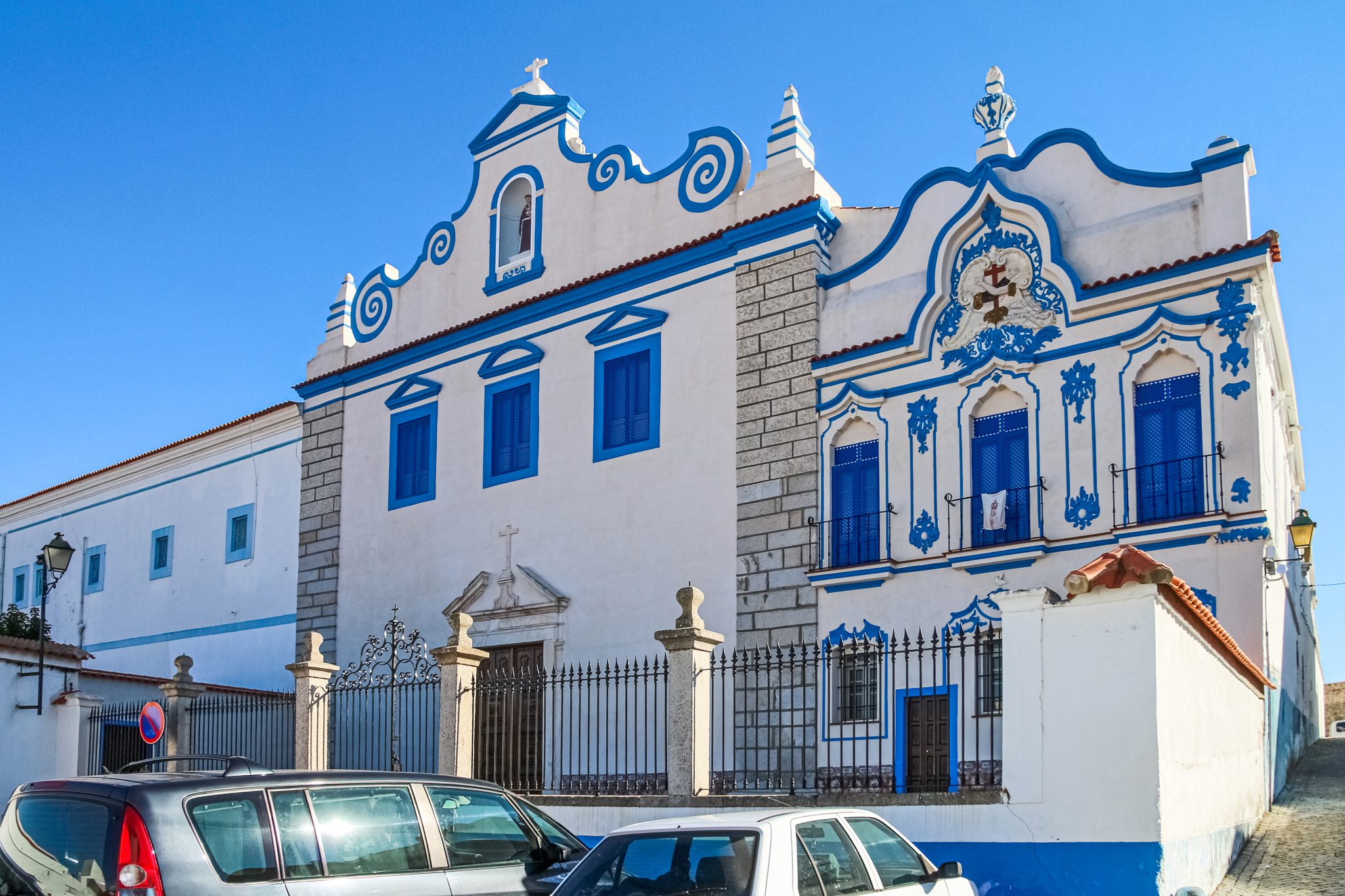
Monasterio de la Inmaculada Concepción (Campomayor)

- Monasterio de la Inmaculada Concepción (Campomayor)
- Monasterio de Santa Beatriz de Silva (Viseo)
- Monasterio del Sagrado Corazón de Jesús (Estoril)

## Lista de monasterios en México
- Monasterio de San José de Gracia (Iztapalapa, D.F)
- Real Monasterio de Jesús María (Gustavo A. Madero, D.F)
- Monasterio de Nuestra Señora de la Encarnación (Tepotzotlán, Estado de México)
- Monasterio de Santa Inés, Virgen y Mártir (Tlalpan, D.F)
- Monasterio del Dulce Nombre de María y Nuestro Padre San Bernardo (Xochimilco, D.F)
- Monasterio de la Purísima Concepción y Santa Beatriz de Silva (Múzquiz, Coahuila de Zaragoza)
- Monasterio Betania de Jesús y María Inmaculada (Taxco de Alarcón, Guerrero)
- Monasterio de la Purísima Concepción (Heroica Puebla de Zaragoza, Puebla)
- Monasterio de la Inmaculada Concepción (San Miguel de Allende, Guanajuato)
- Monasterio de la Inmaculada Concepción (Dolores Hidalgo, Guanajuato)
- Monasterio de Cristo Rey (León, Guanajuato)
- Monasterio de Nuestro Padre San Francisco (Santiago Michac, Nativitas, Tlaxcala)